# V8 (JavaScript)

Logo central da V8 JavaScript.

V8 é o interpretador JavaScript, também chamado de máquina virtual Javascript (ou engine), desenvolvido pela Google e utilizado em seu navegador Google Chrome e Chromium. V8 é uma ferramenta desenvolvida na linguagem C++ e distribuída no regime de código aberto.
A proposta do V8 é acelerar o desempenho de uma aplicação compilando o código Javascript para o formato nativo de máquina antes de executá-lo, permitindo que rode a velocidade de um código binário compilado.